# Segment automobile
Pour un article plus général, voir Classement des automobiles.
Ne doit pas être confondu avec Segmentation (mécanique).
 (novembre 2022).
Si vous disposez d'ouvrages ou d'articles de référence ou si vous connaissez des sites web de qualité traitant du thème abordé ici, merci de compléter l'article en donnant les références utiles à sa vérifiabilité et en les liant à la section « Notes et références ».
 (janvier 2025).

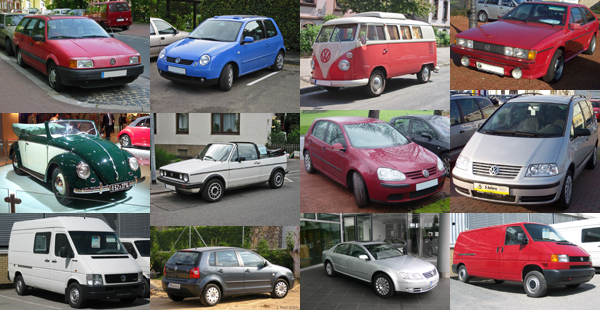
Automobiles de différents segments.

Un segment automobile est une catégorie de voitures qui permet de positionner chaque modèle sur le marché automobile. Ces modèles sont en général catégorisés en fonction de la taille ou de l'usage du véhicule. Les grands constructeurs généralistes s'efforcent de présenter une voiture dans chaque segment ou presque. Il n'existe pas de catégorisation officielle, mais plutôt des usages, principalement pour les constructeurs et les loueurs automobiles.

## Description
Le nom et l'étendue d'une catégorie peuvent varier d'un pays à l'autre ou selon l'usage qui en est fait. La segmentation présente une différence marquée entre l'Amérique du Nord et l'Europe, principalement due à la présence de modèles différents sur les deux continents.

### Amérique du Nord
Pour des fins de comparaison énergétique, les États-Unis et le Canada définissent les catégories de véhicules en fonction de leur volume intérieur (habitacle et coffre).
| Segment                           | Mini-Micro  | Sous-compacte | Compacte  | Intermédiaire | Grosse voiture | Petite fourgonnette | Fourgonnette moyenne | Grosse fourgonnette |
| Volume intérieur (en pieds cubes) | moins de 86 | 85 à 99       | 100 à 109 | 110 à 119     | 120 et plus    | sous 130            | 130 à 159            | plus de 160         |

| Segment                      | Mini-Micro | Sous-compacte  | Compacte      | Intermédiaire | Grosse voiture |
| Volume intérieur (en litres) | indéfini   | moins de 2 830 | 2 830 à 3 115 | 3 115 à 3 400 | plus de 3 400  |

### Europe
En Europe, on définit par segments alphabétiques :
- segment « micro-urbaines » ;
- segment A ou « B1 » : mini-citadines ;
- segment B ou « B2 » : citadines polyvalentes ;
- segment C ou « M1 » : berlines compactes ;
- segment D ou « M2 » : berlines taille S (ou berlines familiales) ;
- segment E : berlines taille M (ou grandes routières) ;
- segment F : berlines taille L (ou limousines) ;
- SUV, tout-terrains et pick-up : Petits et grands, que l'on peut segmenter selon leur taille en B-SUV, C-SUV, D-SUV, etc ;
- monospaces dans plusieurs des catégories, notamment les minispaces (B-MPV), monospaces compacts (C-MPV) et grands monospaces (D-MPV).

### Segmentation
On analyse le marché automobile en le décomposant en segments, chacun de ces segments correspondant à un type de véhicule attendu par la clientèle.
Cette classification est conventionnelle mais non arbitraire.
En effet, sur un marché donné, les constructeurs automobiles proposent une gamme de modèles positionnés sur des créneaux généralement cohérents d'une marque à l'autre. L'ensemble de ces modèles concurrents constituent de fait un segment du marché, caractérisé par ce que ces véhicules ont en commun. Certains modèles cherchent à se démarquer en se positionnant à la limite entre deux segments. Ceci se produit pour les segments C et D, d'où l’appellation d'un segment C+ pour des berlines, souvent tricorps, approchant les cotes du segment D.
Les deux critères de classification sont la taille et la silhouette/fonctionnalité (monospace, break, tout terrain etc.). Une sous-segmentation en généraliste ou premium est aussi réalisée à des fins marketing.
Ces classifications sont dépendantes du lieu et de l'époque : elles s'appliquent à un marché donné et peuvent évoluer dans le temps.
Toutefois la tendance à la globalisation des marchés induit une dynamique de convergence des catégories Nord-américaines et européennes.
L'évolution rapide du marché automobile ces dernières années avec la mondialisation, ont fait évoluer la segmentation : 
- augmentation de la taille moyenne des modèles des véhicules en Europe ;
- apparition de nouvelles catégories par la : 
  - multiplication de modèles à partir d'une même plateforme dans les années 1990 : par exemple la Renault 19 a été remplacée par la Renault Mégane I, déclinée en 6 variantes : berline 5 et 4 portes, coupé, cabriolet, monospace avec le Mégane Scénic puis break. La Renault Mégane II a même proposé une septième carrosserie en ajoutant une version longue de son Scénic (Grand Scénic),
  - extension d'un concept sur l'ensemble de la taille des segments : par exemple le monospace qui se décline dans les  années 2000 sur le segment C et D (et plus rarement B),
  - les mélanges de silhouettes et de fonctionnalités, d'où une appellation crossover dans les années 2010, comme pour le premier Peugeot 3008, qui mélange le style d'un SUV à celui d'une berline et d'un monospace, ou comme pour la DS 5, une berline du segment D à hayon, proche d'un break de chasse,
  - déclinaison en véhicule particulier de véhicules utilitaires : ex. Renault Kangoo ou Citroën Berlingo,
  - division d'un segment : développement des SUV dans les années 2020 qui se déclinent en plusieurs sous-segments et  remplaçant les monospaces et aussi les berlines et les breaks ;
- positionnement inter-segments de certains modèles, par exemple la Mercedes-Benz CLA, des berlines fondées sur des compactes, dont les cotes excèdent malgré tout largement celles du segment C, pour atteindre celles du segment D. On décrit parfois cette catégorie par l’appellation segment C+ ;
- marques de luxe autrefois cantonnées sur les segments moyens et supérieurs arrivant sur les autres segments (Audi avec l'A3, Mercedes avec la classe A et B) ;
- marques sportives proposant des modèles familiaux mais néanmoins sportifs (Porsche avec le Cayenne, la Panamera et le Macan).

## Segment «micro-urbaines»

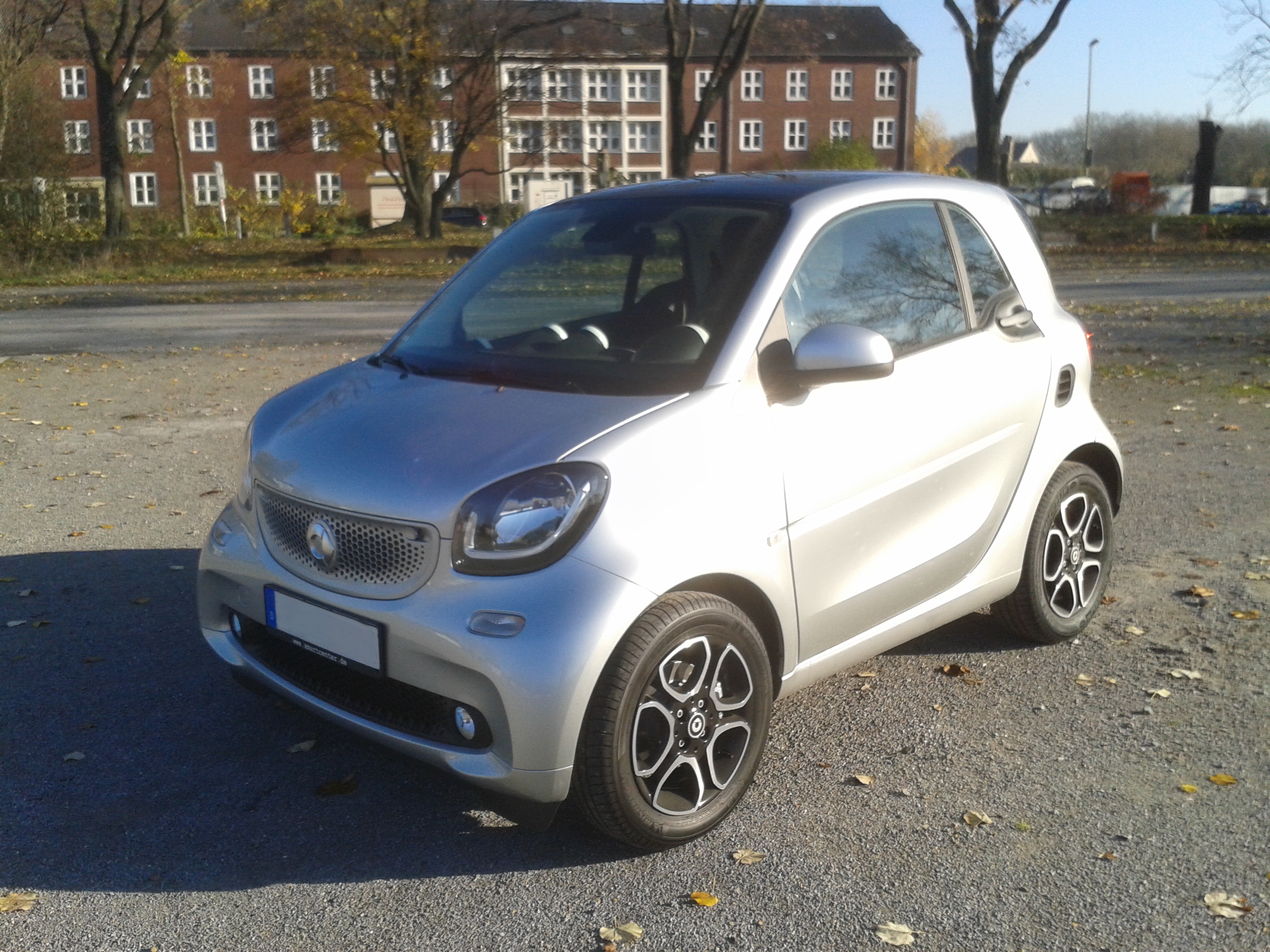
Smart Fortwo

Ce segment comporte les plus petites voitures. En Europe, leur longueur est inférieure à 3,10 mètres. Certaines voitures sont équipées de quatre places mais souvent les deux places supplémentaires sont au détriment du coffre. Ce sont des véhicules utilisables avant tout en milieu urbain. Leur faible taille leur permet de se garer très aisément dans les grandes métropoles.
La dernière représentante de ce segment en 2023 est la Smart Fortwo (deux places et 2,69 m) qui n'est plus produite.

## Segment A ou B1: «urbaines» ou «mini / petites citadines»

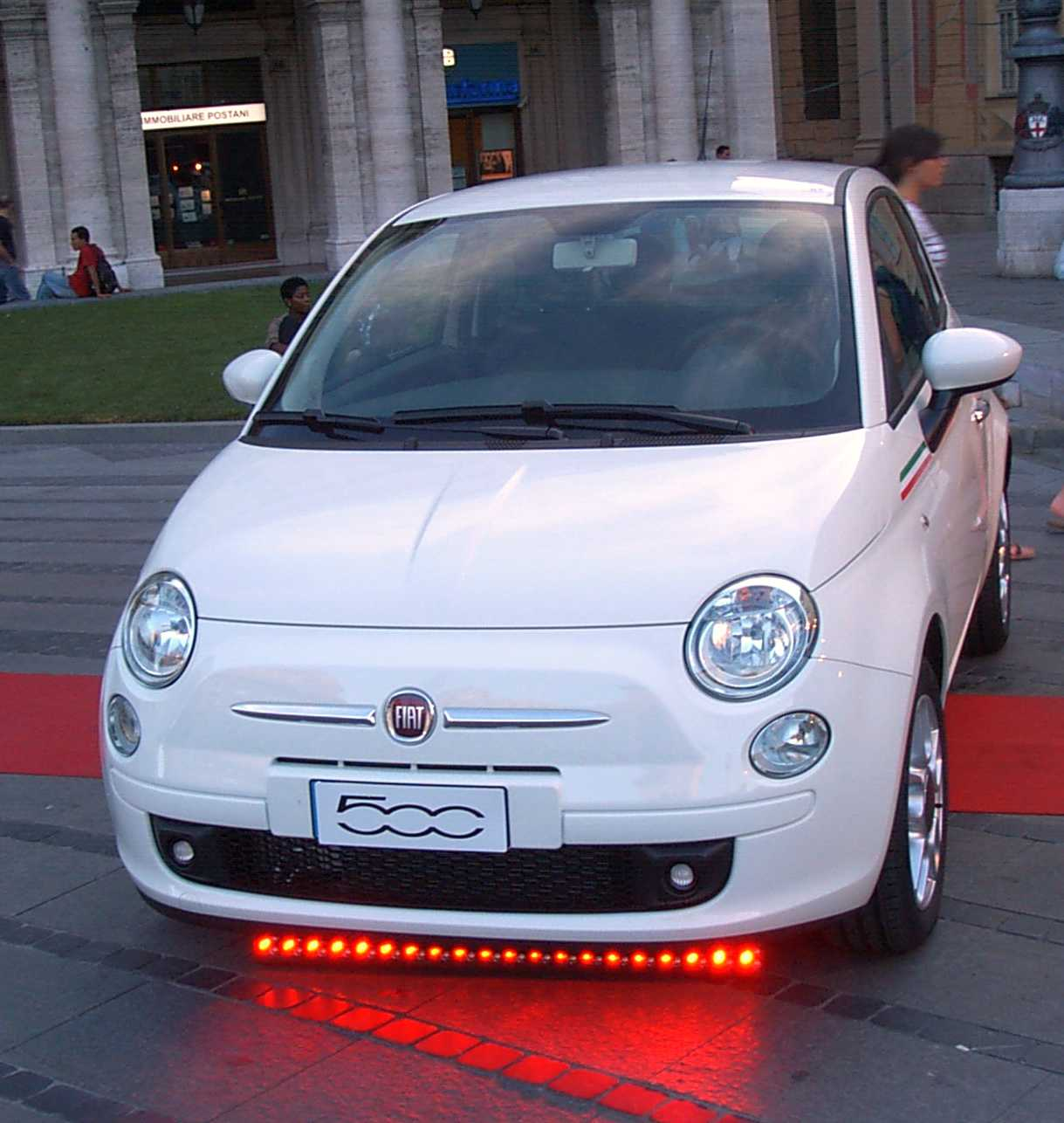
La Fiat 500.

En Europe, leur longueur varie en moyenne de 3,40 à 3,70 m. Elles offrent le plus souvent quatre places. Les modèles quatre-places sont majoritaires. Traditionnellement elles sont destinées à un public urbain jeune ou servent de voiture secondaire, mais depuis quelques années des modèles plus coûteux et dotés d'équipements luxueux font leur apparition dans ce segment. Les termes « mini citadine » ou « petite citadine » sont utilisés en Europe.
Les principales représentantes de ce segment en 2025 en Europe sont :
- Dacia Spring (3,73 m) ;
- Fiat 500 II (3,55 m) ;
- Fiat 500e (3,63 m) ;
- Fiat Panda III (3,65 m) ;
- Hyundai i10 III (3,67 m);
- Kia Picanto III (3,60 m) ;
- Suzuki Ignis II (3,69 m) ;
- Toyota Aygo X (3,70 m).

## Segment B ou B2: «citadines / polyvalentes» ou «sous-compactes»

### Segment B: «polyvalentes»
Légèrement plus grands, et plus puissants, tout en restant pratiques pour la circulation urbaine, ces modèles sont les plus populaires dans de nombreux pays d'Europe, France et Italie en tête (mais non en Allemagne ni en Espagne où les compactes sont davantage représentées). Leur longueur varie en moyenne de 3,90 à 4,10 m. Elles ont toutes cinq places. Le terme « citadine » est européen. Néanmoins, ce terme est de plus en plus remplacé par celui de « polyvalente », justifié par l'accroissement de la taille moyenne de ce type de véhicule, se rapprochant des « compactes ».
Le fait que ces modèles sont, en réalité, autant utilisés en milieu urbain que sur route rend, d'autant plus réductrice l'appellation « citadine », qu'il convient depuis les années 2020 de ne réserver qu'aux voitures de la catégorie inférieure. Le terme « sous-compacte » est utilisé en Amérique du Nord (volume intérieur de moins de 2 830 L).
Les principales représentantes de ce segment en 2025 sont :
- Audi A1 (4,03 m) ;
- Citroën C3 IV (4,01 m) ;
- Dacia Sandero III (4,09 m) ;
- Fiat Grande Panda (3,99 m) ;
- Hyundai i20 II (4,04 m) ;
- Kia Rio III (4,05 m) ;
- Lancia Ypsilon III (4,08 m) ;
- Mazda 2 IV (3,94 m) ;
- Mini V (3,88 m) ;
- Opel Corsa VI (4,06 m) ;
- Peugeot 208 (4.05 m) ;
- Renault Clio V (4,05 m) ;
- Renault 5 E-Tech Electric (3,92 m) ;
- Seat Ibiza IV (4,05 m) ;
- Škoda Fabia IV (4,10 m) ;
- Suzuki Swift IV (3,86 m) ;
- Toyota Yaris IV (3,94 m) ;
- Volkswagen Polo VI (4,05 m).

### Segment B+ ou B-MPV: «monospaces citadins», «minispace» ou «sous-compactes»

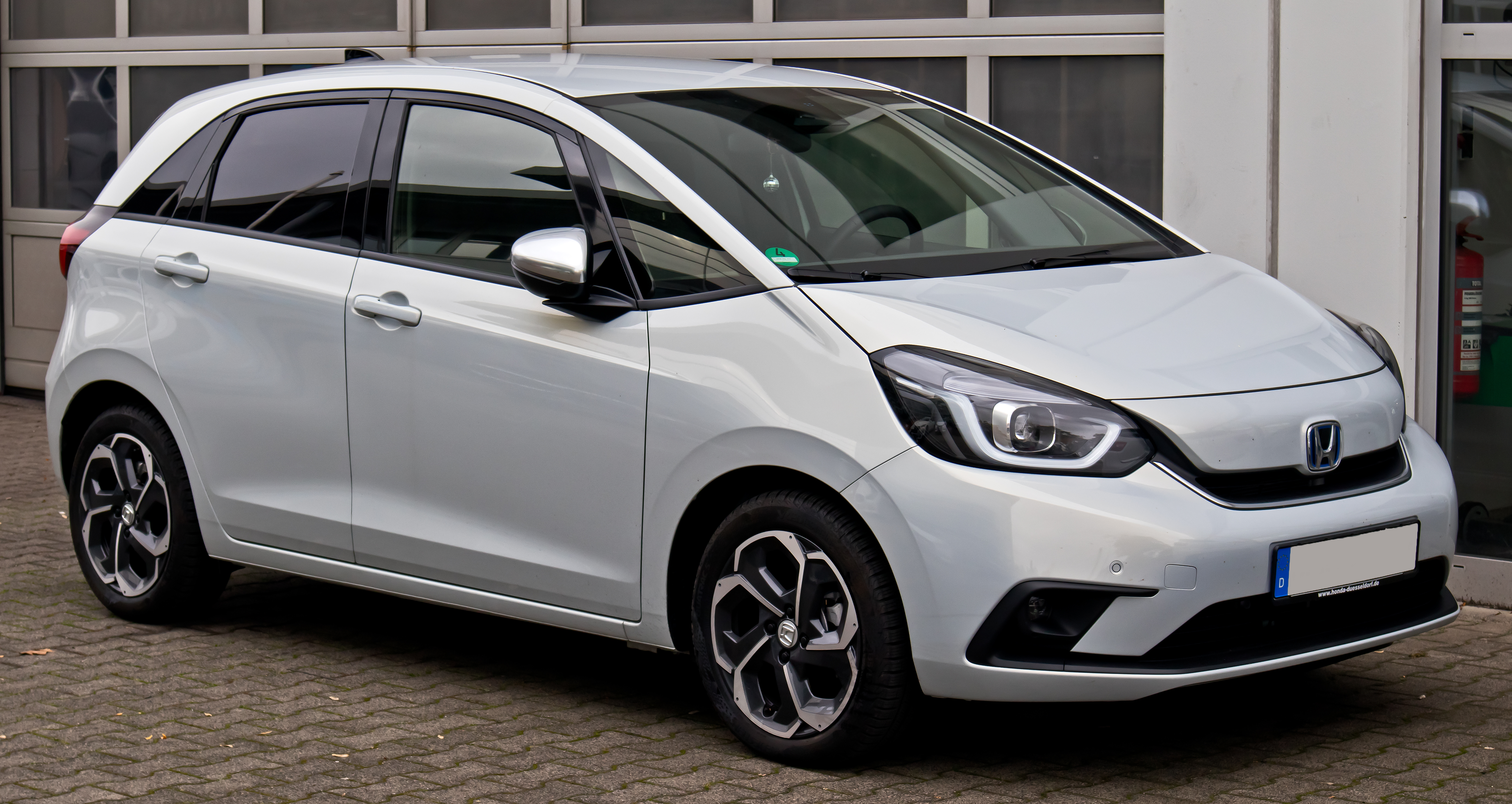
Honda Jazz IV

De tailles comparables aux petites polyvalentes, ces modèles optimisent le volume intérieur et visent donc plutôt un usage familial en Europe. En Amérique du Nord (où ils sont également peu représentés), il s'agit de modèles d'entrée pour les jeunes couples ou les célibataires ayant besoin d'espace. Les minispaces d'une longueur de 3,80 à 4,00 m et les monospaces citadins d'une longueur de 4,00 à 4,30 m sont apparus au début des années 2000 et ont été remplacés quinze ans plus tard par les petits SUV.
Le seul représentant de ce segment en 2025 est :
- Honda Jazz IV (4,04 m)

## Segment C: «compactes bicorps et tricorps»

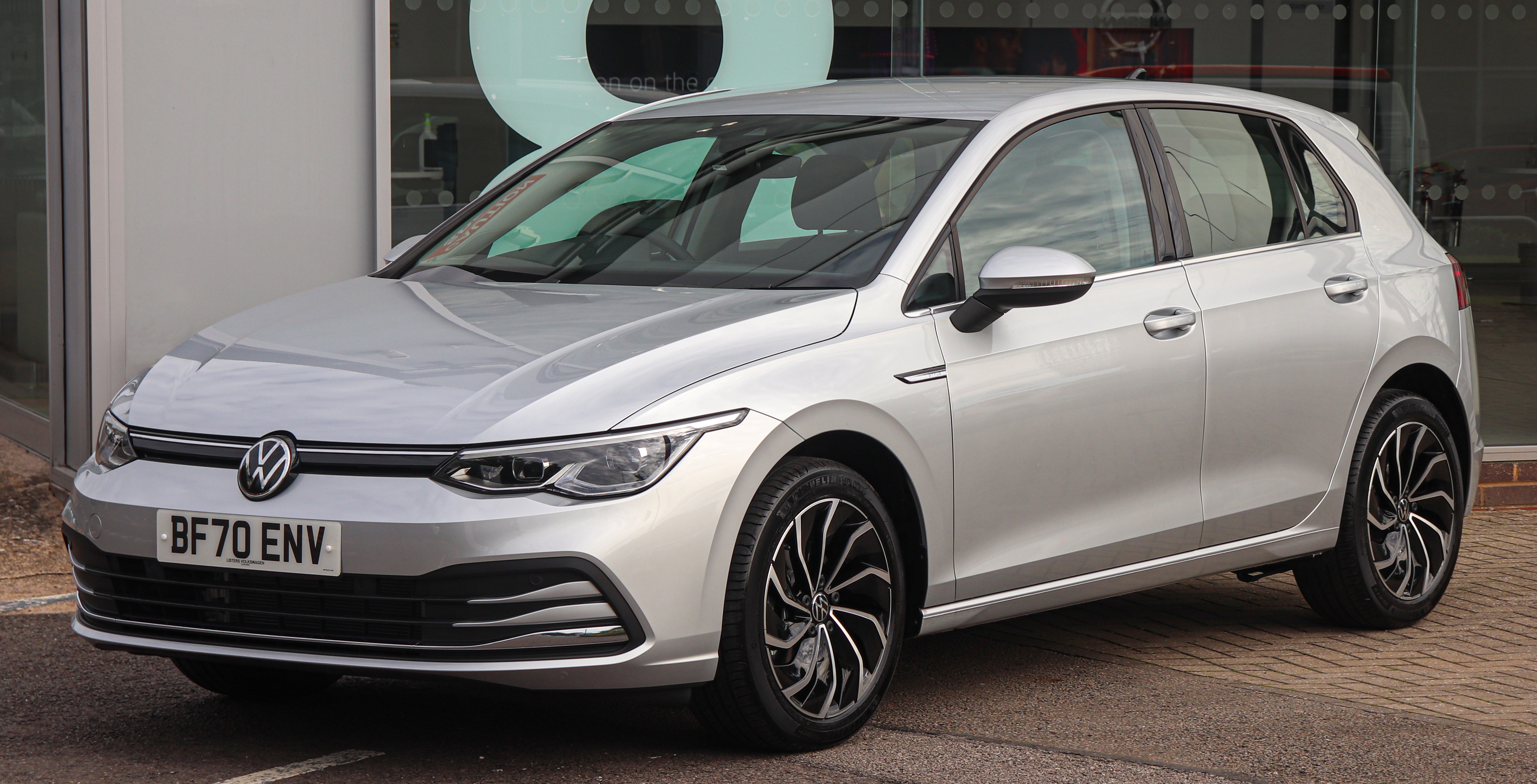
Volkswagen Golf VIII

Ce sont les voitures qui cherchent un compromis en matière de dimension pour être adaptées, dans la mesure du possible, à tous les types de circulation. Leur taille varie en moyenne de 4,20 à 4,50 m (jusqu'à 4,70 m pour leur déclinaison break ou tricorps).
Les principales représentantes de ce segment en 2025 sont :
- Audi A3 (4,34 m à 4,50 m) ;
- BMW Série 1 (4,36 m) ;
- BMW Série 2 (4,53m) ;
- Citroën C4 III (4,36 m) ;
- Citroën C4 X (4,60 m) ;
- Cupra Born (4, 32 m) ;
- DS 4 (4,40 m) ;
- Fiat Tipo II (4,37 à 4,57 m) ;
- Ford Focus IV (4,38 à 4,67 m) ;
- Hyundai i30 (4,34 m à 4,46 m) ;
- Kia Ceed (4,31 m) ;
- Mazda 3 (4,46 m) ;
- Mercedes-Benz Classe A (4,42 m) ;
- Mercedes-Benz Classe CLA (4,70 m) ;
- Nissan LEAF (4,45 m) ;
- Opel Astra (4,37 à 4,64 m) ;
- Peugeot 308 III (4,36 à 4,64 m) ;
- Renault Megane E-Tech Electric (4,20 m) ;
- SEAT León IV (4,37 m) ;
- Škoda Scala (4,36 m) ;
- Toyota Corolla XI (4,62 m) ;
- Volkswagen Golf VIII (4,29 à 4,65 m)

.

### Segment C, M1 plus ou C-MPV: «monospaces compacts»

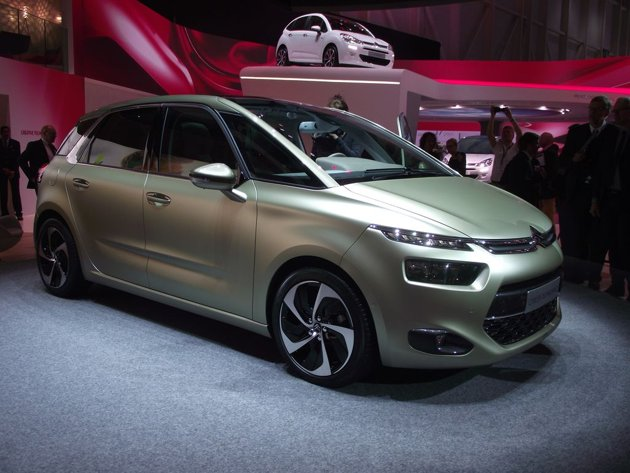
Citroën C4 Picasso II, ancien leader des monospaces compacts en Europe,.

De tailles comparables aux précédents, ces modèles optimisent le volume intérieur et se caractérisent par une carrosserie plus haute mais avec une garde au sol équivalente. Ils sont principalement destinés aux familles avec plusieurs enfants en Europe, où ils représentent depuis la fin des années 1990 l'essentiel du marché du monospace.
Aux États-Unis et au Canada, la clientèle leur préfère nettement les mini-fourgonnettes (appelés « grands monospaces » en France) du segment suivant car la vie de banlieusard et les longues distances entre les villes demandent plus d'espace de rangement. La catégorie des monospaces compacts n'a jamais eu les faveurs du public local, si bien qu'aujourd'hui, aucun monospace compact n'est disponible à l'achat en Amérique du Nord.
La longueur des monospaces compacts varie en moyenne de 4,40 à 4,60 m. Ils sont de plus en plus supplantés par les SUV.
Les principaux représentants de ce segment en 2025 sont :
- BMW Série 2 Active Tourer (4,57 m) ;
- Mercedes-Benz Classe B II (4,42 m) ;
- Volkswagen Touran III (4,53 m).

### Segment «ludospaces»

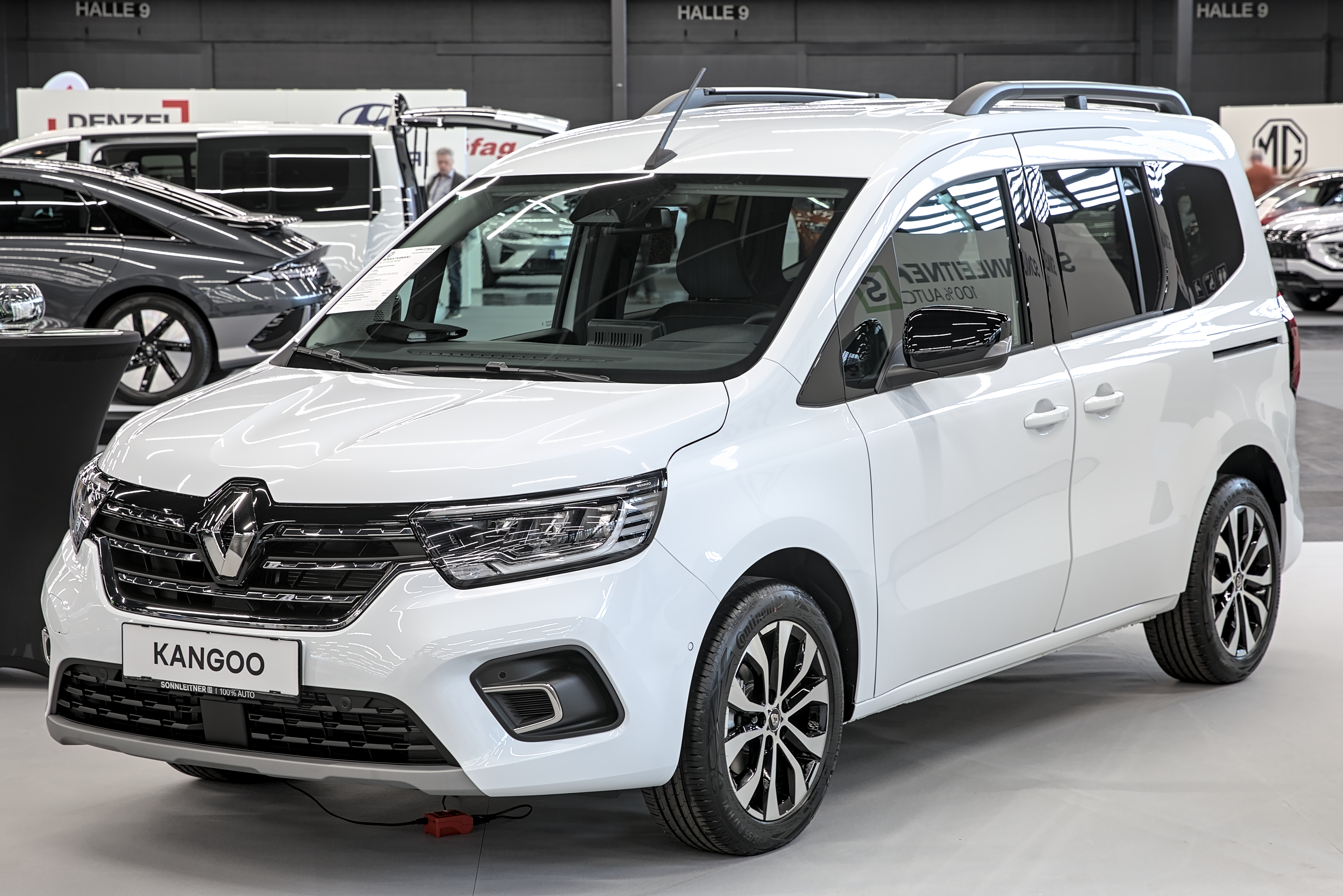
Un Renault Kangoo de troisième génération

Les « ludospaces » sont des véhicules dérivés d'utilitaire léger, mais aménagés pour pouvoir être utilisé comme véhicule particulier. Ils représentent une alternative aux monospaces compacts. Leur longueur varie en moyenne de 4,40 à 4,90 m.
Les principaux représentants de ce segment en 2025 sont :
- Citroën Berlingo III (4,40 à 4,75 m) ;
- Fiat Doblò (4,40 à 4,75 m) ;
- Ford Tourneo Connect II (4,42 à 4,82 m) ;
- Opel Combo D (4,40 à 4,75 m) ;
- Peugeot Rifter (4,40 à 4,75 m) ;
- Renault Kangoo III (4,50 à 4,87 m) ;
- Volkswagen Caddy IV (4,50 m).

## Segment D: «berlines familiales»

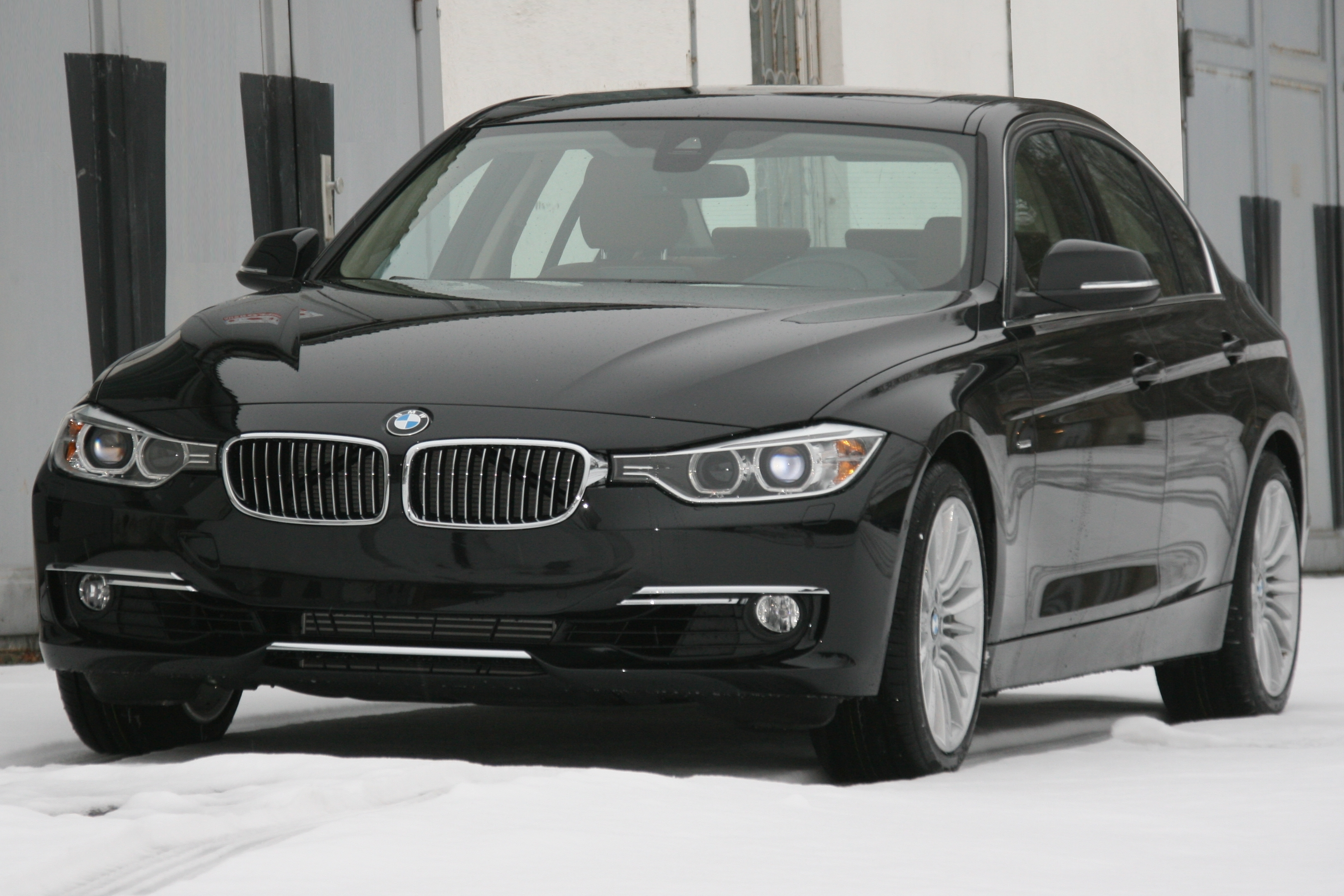
BMW Série 3.

Ces voitures correspondent à un volume plus grand que les compactes, ont des moteurs plus puissants et sont faites pour le transport sur de plus longues distances de quatre (ou cinq) personnes. Leur taille varie en général de 4,65 à 4,95 m. Les principales représentantes de ce segment en 2025 sont :
- Alfa Romeo Giulia (4,64 m) ;
- Audi A5 III (4,83 m) ;
- BMW Série 3 VII (4,71 m) et Série 4 (4,78 m) ;
- Citroën C5 X (4,81 m) ;
- DS Nº8 (4,82 m) ;
- Ford Mondeo V (4,93 m) ;
- Honda Accord X (4,88 m) ;
- Infiniti Q50 (4,79 m) ;
- Kia Optima III (4,90 m) ;
- Mazda 6 III (4,87 m) ;
- Mercedes-Benz Classe C (4,75 m) ;
- Nissan Altima VI (4,86 m) ;
- Peugeot 408 (4,69 m) ;
- Peugeot 508 II (4,75 m) ;
- Škoda Octavia IV (4,69 m) ;
- Škoda Superb IV (4,91 m) ;
- Tesla Model 3 (4,69 m) ;
- Toyota Camry VII (4,88 m) ;
- Toyota Mirai II (4,98 m) ;
- Toyota Camry  (4,88 m) ;
- Volkswagen Passat IX (4,92 m) ;
- Volkswagen Arteon (4,86 m) ;
- Volvo S60 III (4,76 m)

.

### Segment «grands monospaces», D-MPV (Europe) ou «vans» (États-Unis)

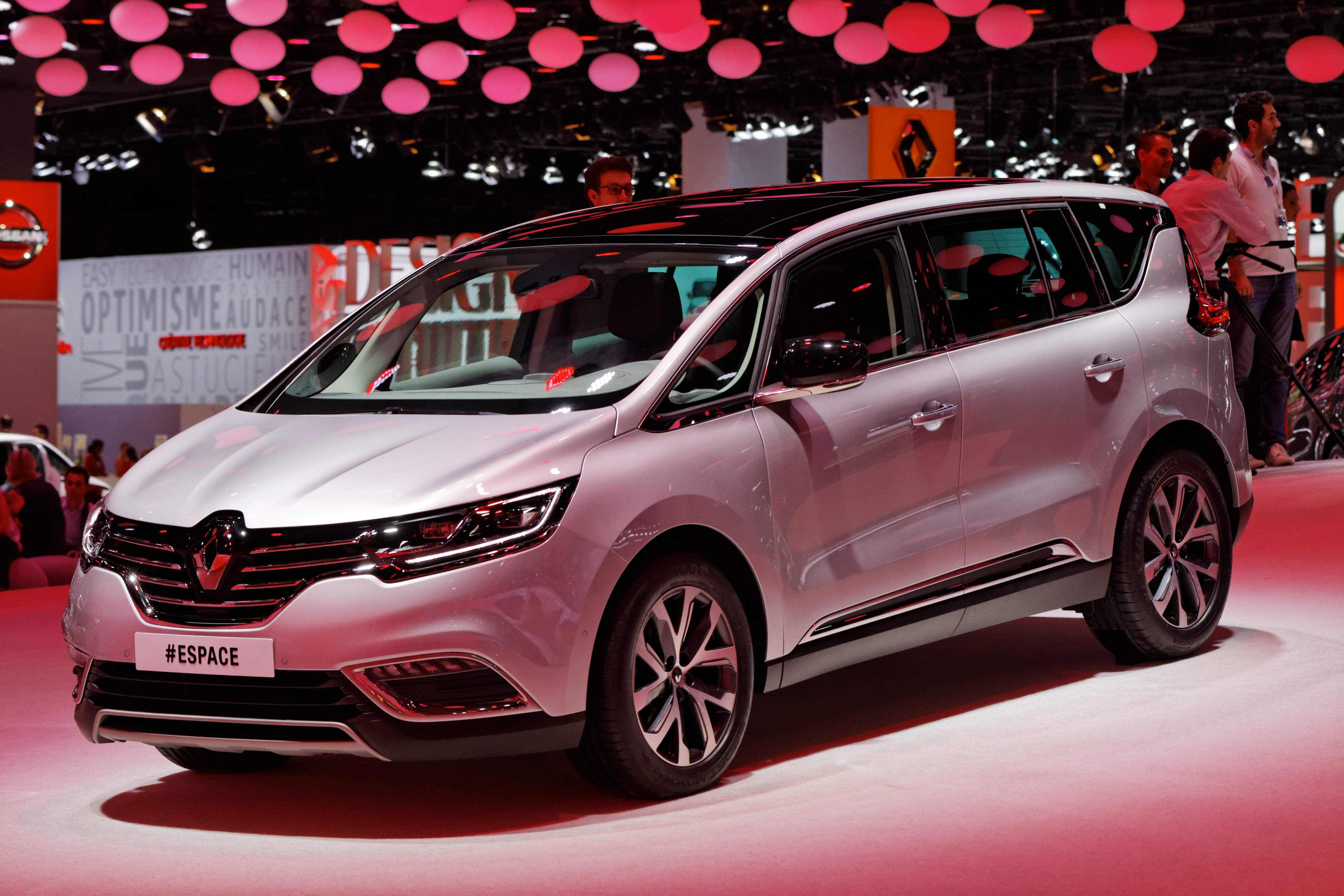
Renault Espace V. La première génération de l'Espace fut le premier monospace en Europe, dès 1984.

De tailles comparables aux modèles de la catégorie précédente, ces monospaces optimisent le volume intérieur et visent les familles avec plusieurs enfants. Ils offrent en général sept places, même si ce nombre peut monter jusqu'à 11 places, comme sur le Ssangyong Rodius. Le marché des grands monospaces est restreint et décline depuis de nombreuses années, notamment à cause de l'avènement des monospaces compacts qui ont pris la majorité du marché des monospaces en Europe, eux aussi sur le déclin, puis des crossovers et SUV familiaux à 7 places (aux États-Unis, puis en Europe). Le segment résiste un peu mieux en Asie Pacifique, avec une offre de véhicules plus variée.
Les principaux représentants de ce segment en 2025 sont :
- Chrysler Pacifica (5,17 m) ;
- SsangYong Rodius (5,12 m) ;
- Toyota Sienna (5,18 m).

## Segment E, F et F-Luxe

### Segment E: «grandes routières»
On y retrouve des voitures avec un grand empattement pouvant confortablement transporter cinq personnes. Celles-ci possèdent généralement des moteurs puissants (V6 et V8, hybrides électriques) et sont luxueuses. En Europe et aux États-Unis, leur taille varie en moyenne de 4,90 à 5,10 m.
Les principales représentantes de ce segment en 2025 sont :
- Audi A6 (4,94 m) ;
- BMW Série 5 VIII (5,06 m) ;
- Lexus ES VII (4,98 m) ;
- Mercedes-Benz Classe E (4,95 m) ;
- Tesla Model S (4,97 m) ;

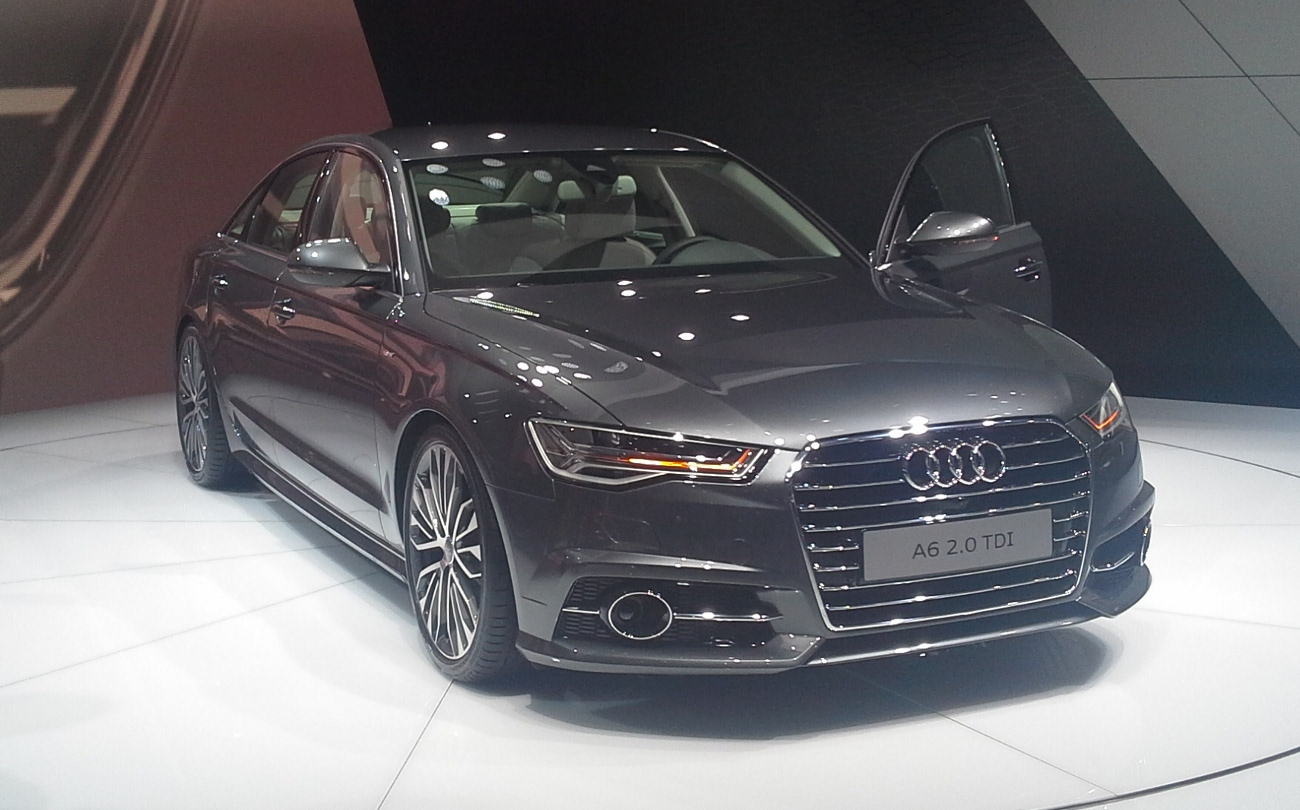
Audi A6

- Volvo S90 II (4,96 m) et V90 II (4,96 m).

### Segment F: «berlines de luxe»

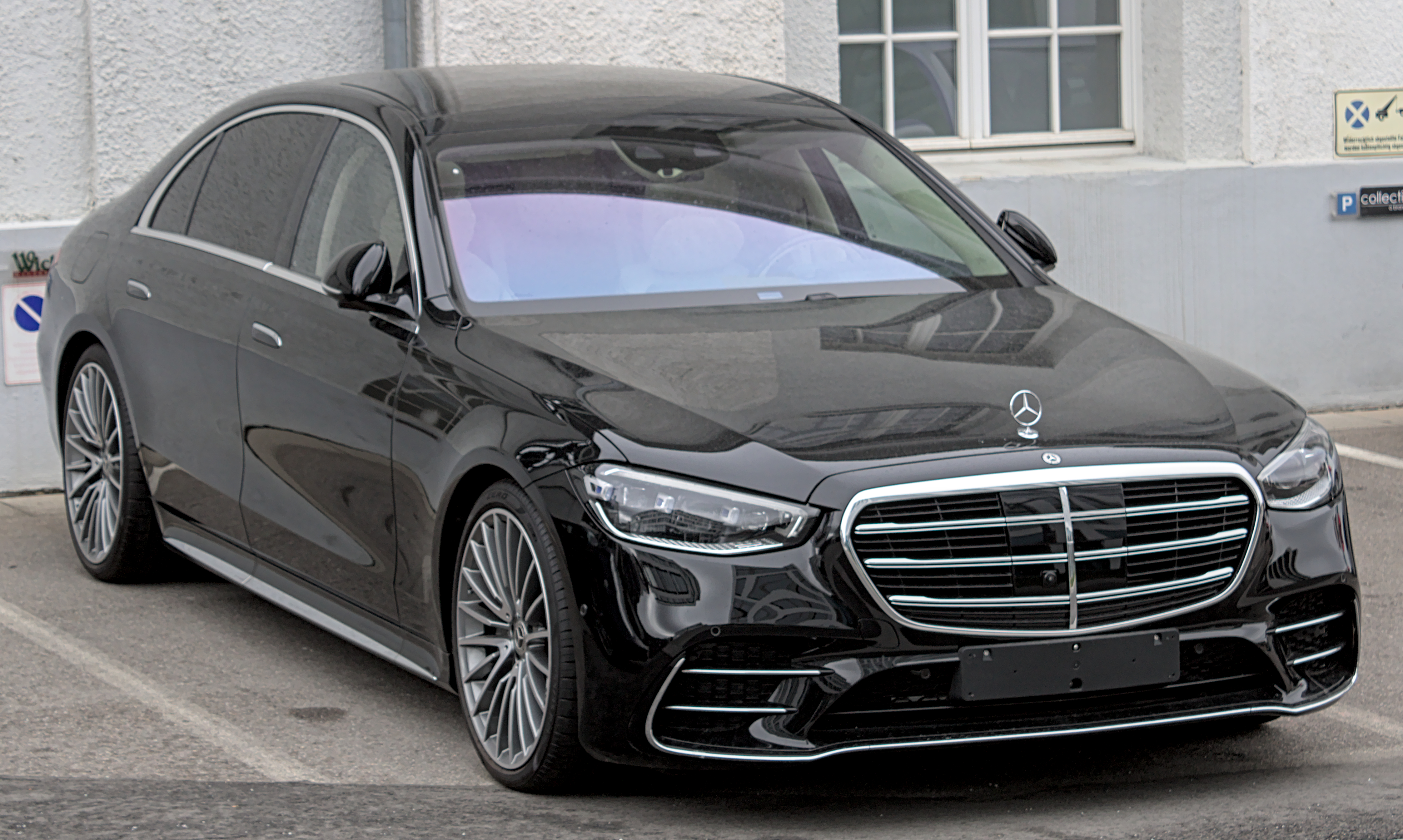
Mercedes-Benz Classe S.

De longueur supérieure à 5,15 m, les grandes berlines servent également à mettre en valeur le statut de leur constructeur. La plupart de ces modèles sont originaires d'Allemagne, des États-Unis ou du Japon.
Les principales représentantes de ce segment en 2025 sont :
- Audi A8 (5,17 à 5,30 m) ;
- BMW Série 7 VII (5,39 m) ;
- Lexus LS V (5,24 m) ;
- Mercedes-Benz Classe S (5,18 à 5,29 m).

### Segment F+: «berlines de prestige»
Certaines limousines se distinguent par leur prix et/ou leur dimension. A titre d'exemples, les principales représentantes de ce segment en 2025 sont :
- Bentley Flying Spur II (5,32 m) ;

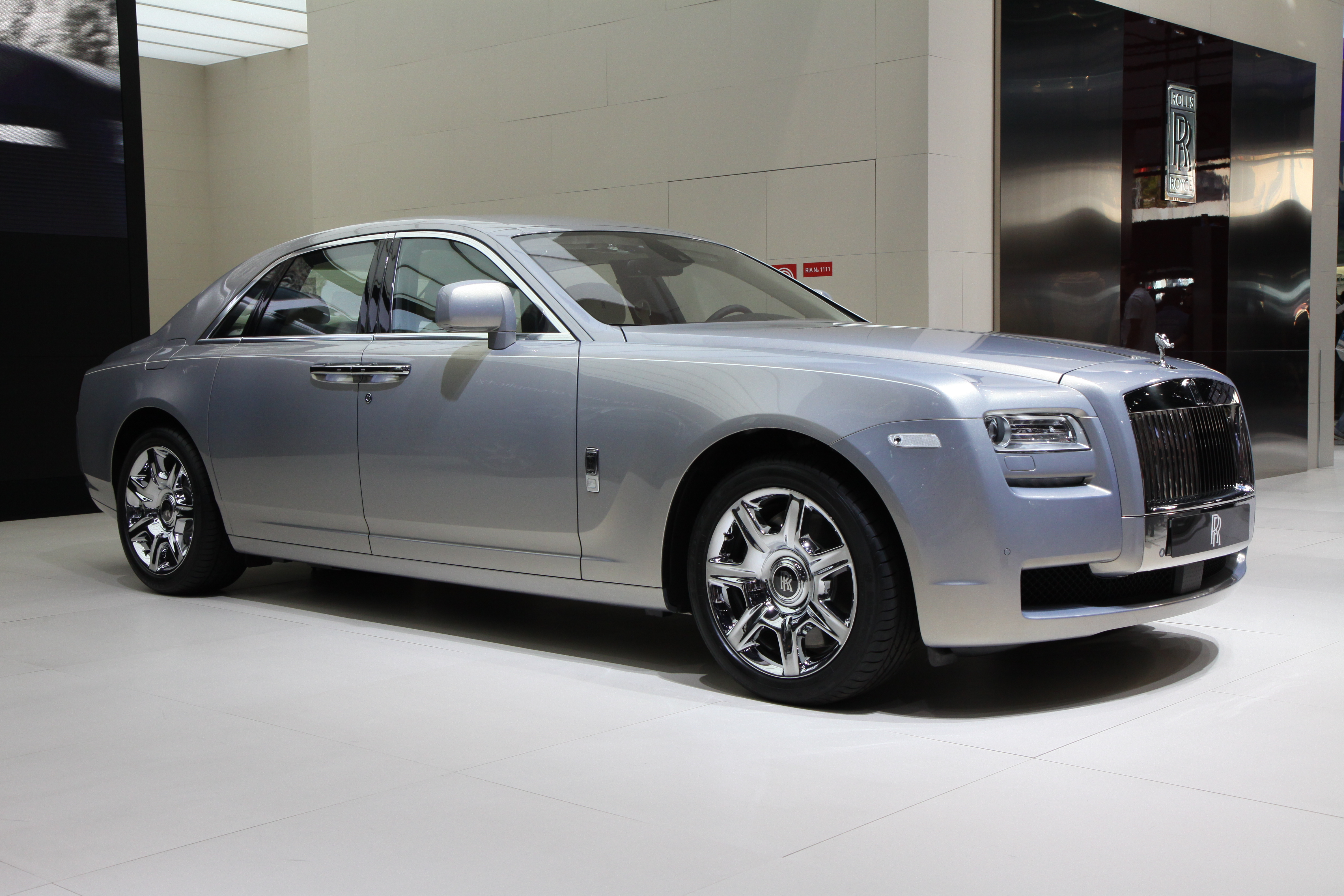
Rolls-Royce Ghost.

- Mercedes-Maybach Classe S (5,47 m) ;
- Rolls-Royce Ghost II (5,55 à 5,72 m) ;
- Rolls-Royce Phantom (5,76 à 5,98 m).

## Segment «SUV»

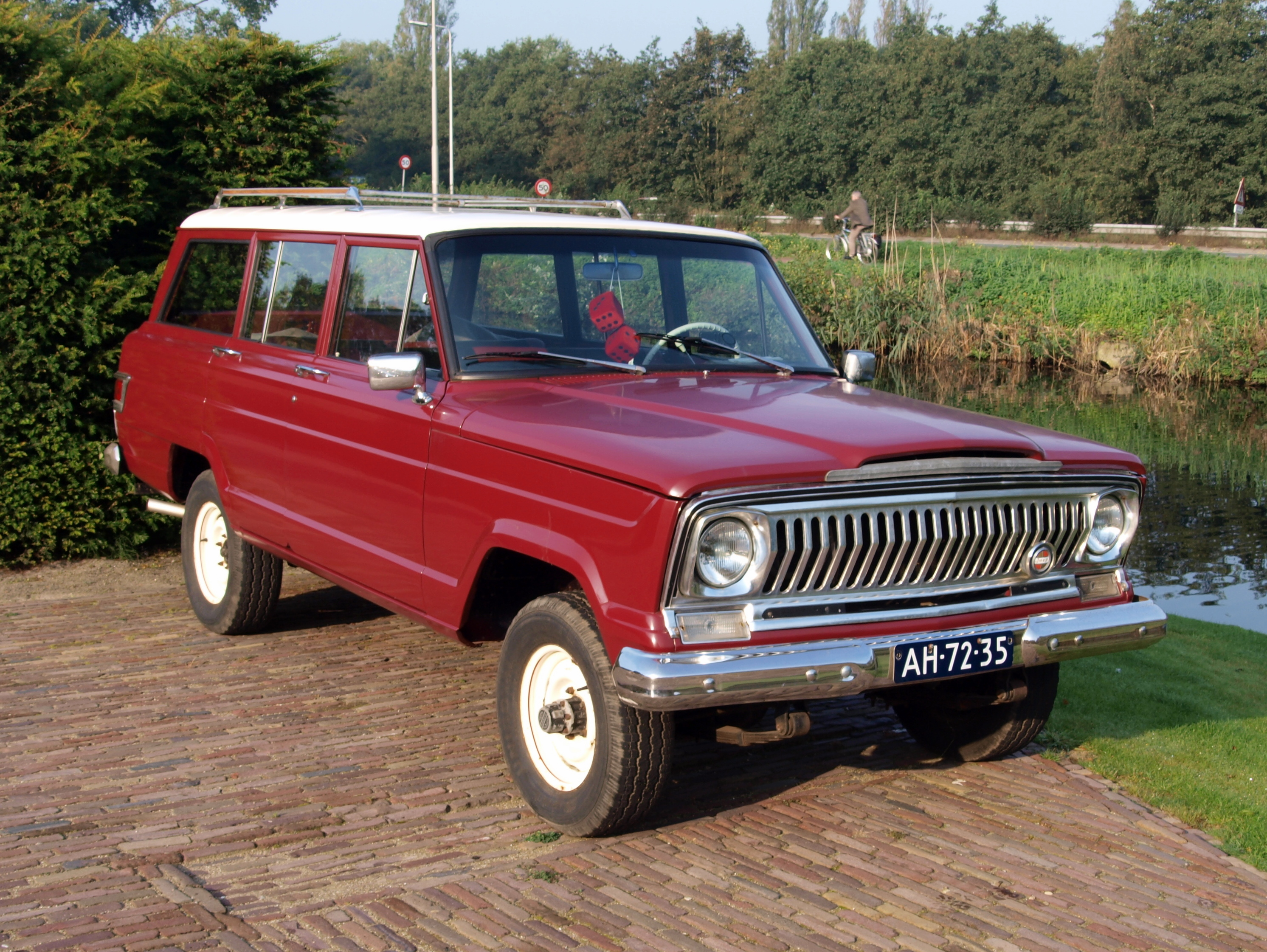
Version 1966 du Jeep Wagoneer SJ.

Ce segment trouve ses origines aux États-Unis, où l'un des premiers reconnus comme tels est le Jeep Wagoneer, datant de 1963. Il représentait alors une diversification pour la marque Jeep.
Ce modèle a donné naissance aux Sport utility vehicle (de l'anglais), ou SUV, durant les années 1990, et aux crossovers/multi-segments, durant les années 2000. Certains de ces véhicules sont équipés de la transmission intégrale en continu ou sur demande, mais peu peuvent vraiment affronter des terrains difficiles. La plupart des constructeurs automobiles se sont mis à en produire à travers le monde.
Les principaux représentants de ce segment en 2025 sont les suivants, à titre d'exemple et par segment.

### SUV urbains (inférieurs à4,40m)

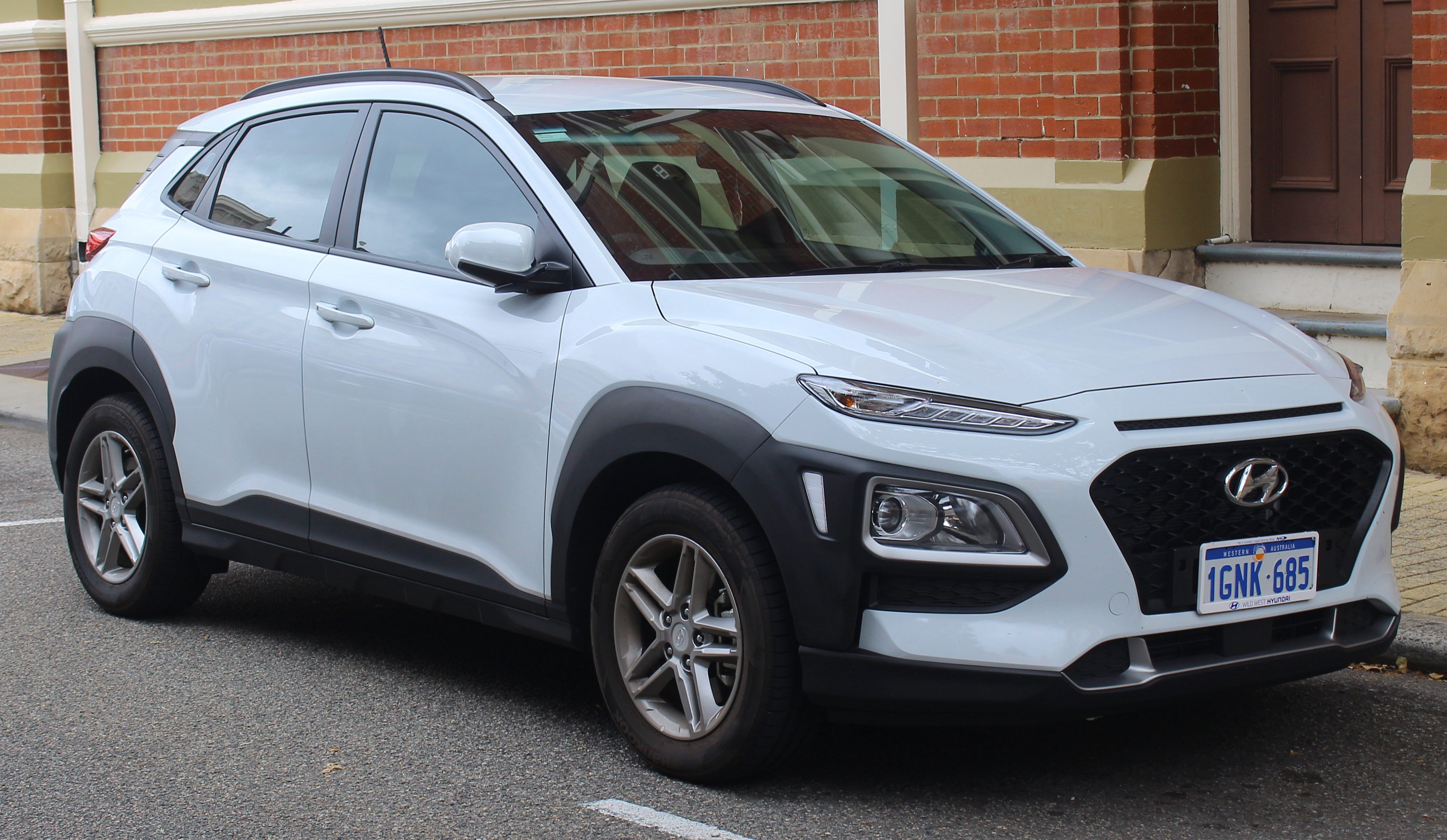
Hyundai Kona.

- Alfa Romeo Junior (4,17 m) ;
- Audi Q2 (4,19 m) ;
- Citroën C3 Aircross II (4,39 m) ;
- Dacia Duster III (4.34 m) ;
- DS 3 Crossback (4,12 m) ;
- Fiat 600 (4,17 m) ;
- Ford Puma (4,19 m) ;
- Honda HR-V III (4,34 m) ;
- Hyundai Kona (4,16 m) ;
- Jeep Avenger (4,08 m) ;
- Jeep Renegade (4,23 m) ;
- Kia Stonic (4,14 m) ;
- Lexus LBX (4,19 m) ;
- Mitsubishi ASX (4,23 m) ;
- Nissan Juke (4,21 m) ;
- Opel Crossland X (4,21 m) ;
- Opel Mokka II (4,15 m) ;
- Peugeot 2008 II (4,30 m) ;
- Renault Captur II (4,23 m) ;
- Seat Arona (4,14 m) ;
- Škoda Kamiq (4,24 m) ;
- Suzuki Vitara (4,175 m) ;
- Suzuki SX4 S-Cross (4,30 m) ;
- Toyota Yaris Cross (4,18 m) ;
- Volkswagen Taigo (4,27 m) ;
- Volkswagen T-Cross (4,12 m) ;
- Volkswagen T-Roc (4,23 m)

.

### SUV compacts (de4,35 à 4,60m)
- Alfa Romeo Tonale (4,53)
- Audi Q3 II (4,48 m)
- Audi Q3 Sportback (4,50 m)
- Audi Q4 e-tron (4,58 m)
- BMW X1 III (4,50 m)
- BMW X2 II (4,55 m)
- Citroën C5 Aircross (4.50 m)
- Cupra Formentor (4,45 m)
- Cupra Terramar (4,52 m)
- DS 7 Crossback (4.57 m)
- Ford Kuga II (4,62 m)
- Hyundai Tucson (4,50 m)
- Jeep Compass (4,41 m)
- Kia Sportage V (4,51 m)

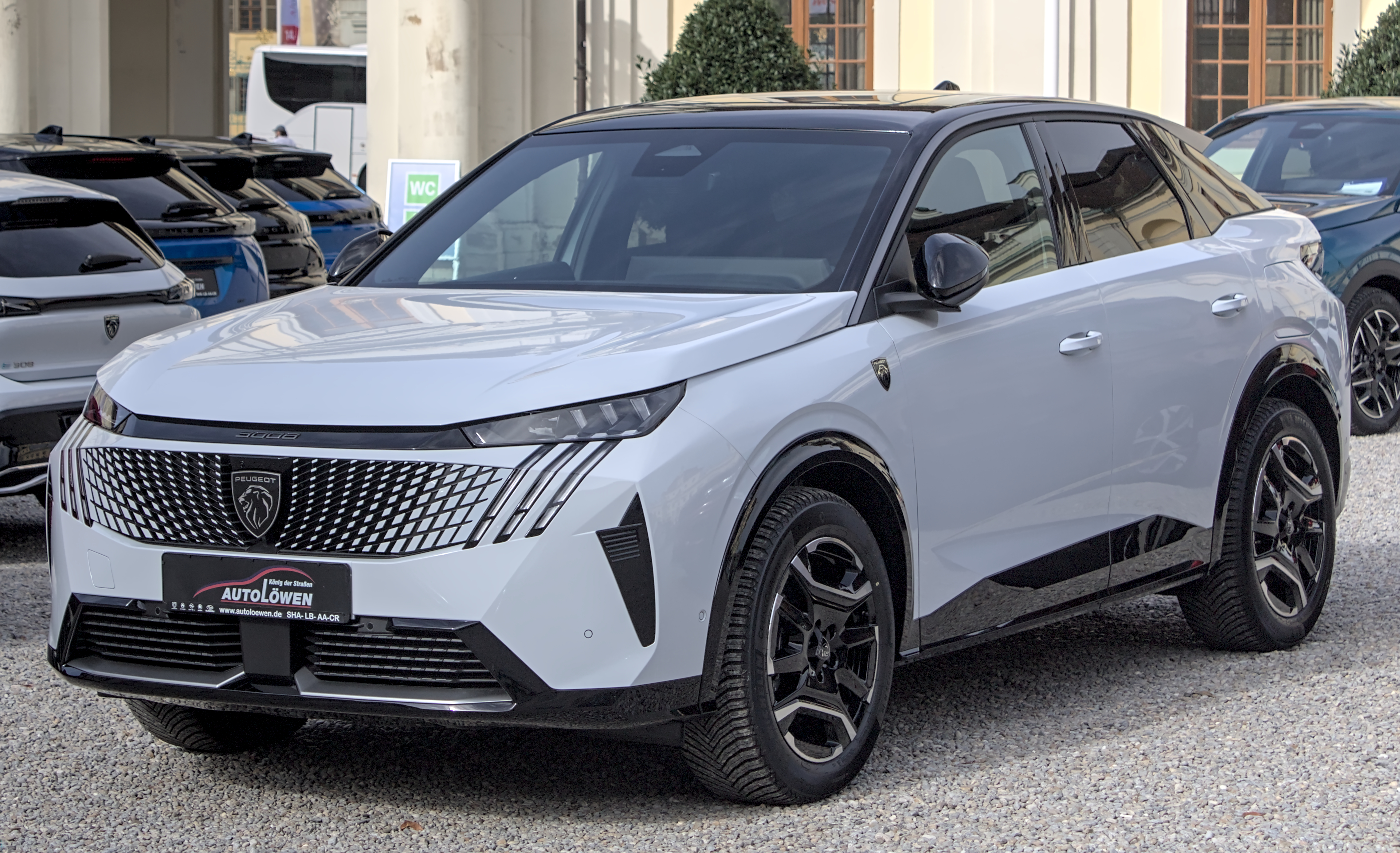
Peugeot 3008 III.

- Land Rover Range Rover Evoque II (4,37 m)
- Land Rover Discovery Sport (4,60 m)
- Lexus UX (4,50 m)
- Mazda CX-5 (4,55 m)
- Mercedes-Benz Classe GLA (4,47 m)
- Mini Countryman III (4,43 m)
- Mitsubishi Eclipse Cross (4,40 m)
- Nissan Qashqai (4,43 m)
- Peugeot 3008 III (4,54 m)
- Peugeot 4008 II (4,51 m)
- Renault Symbioz (4,41 m)
- Renault Austral (4,51 m)
- Renault Arkana (4,56 m)
- Seat Ateca (4,36 m)
- Škoda Karoq (4,38 m)
- Volkswagen Tiguan II (4,48 m)
- Volvo XC40 (4,42 m)

### SUV familiaux (de4,60 à 4,90m)
- Alfa Romeo Stelvio (4,69 m) ;
- Audi Q5 (4,72 m) ;
- Audi Q6 e-tron (4,77 m) ;
- BMW X3 IV (4,76 m) ;
- BMW X4 II (4,75 m) ;
- Cupra Tavascan (4,64 m) ;
- Ford Edge II (4,81 m) ;
- Honda CR-V (4,71 m) ;
- Hyundai Santa Fe V (4,83 m) ;
- Jaguar F-Pace (4,73 m) ;
- Kia Sorento IV (4,78 m) ;
- Lexus NX (4,66 m) ;
- Maserati Grecale (4,85 m) ;

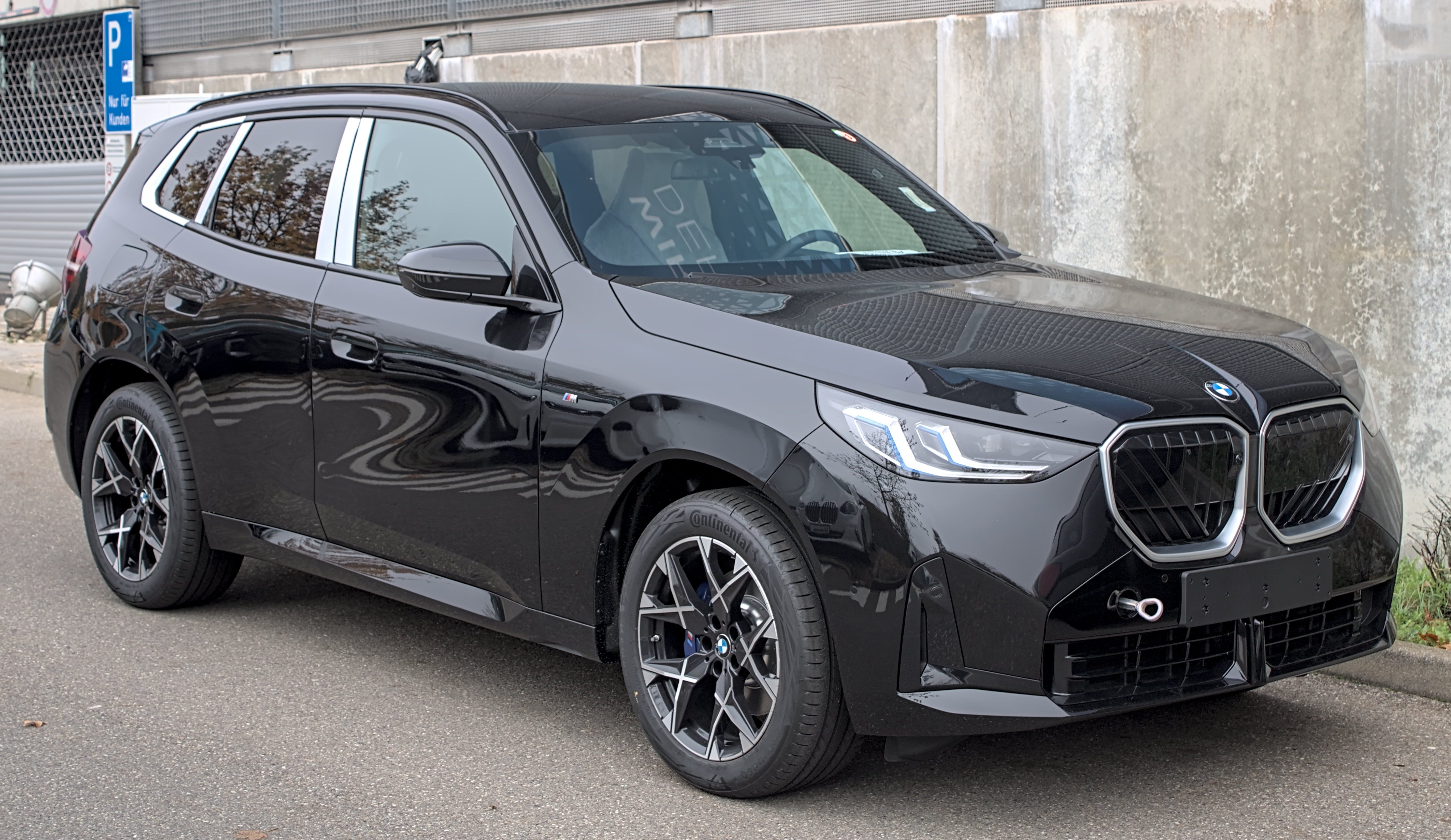
BMW X3 IV

- Mercedes-Benz Classe GLB (4,63 m) ;
- Mercedes-Benz Classe GLC (4,72 m) ;
- Mitsubishi Outlander IV (4,71 m) ;
- Range Rover Velar (4,80 m) ;
- Peugeot 5008 III (4,79 m) ;
- Renault Rafale (4,71 m) ;
- Renault Espace VI (4,72 m) ;
- Seat Tarraco (4,73 m) ;
- Škoda Kodiaq II (4,76 m) ;
- Subaru Forester VI (4,66 m) ;
- Volkswagen Touareg (4,89 m) ;
- Volvo XC60 (4.69 m) ;
- Volvo XC90 (4.95 m) ;
- Tesla Model Y  (4.75 m).

### Grands SUV (de4,90 à 5,30m)
- Audi Q7 II (5,06 m)
- Audi Q8 (4,99 m)
- Audi Q8 e-tron (4,90 m)
- Bentley Bentayga  (5,14 m)
- BMW X5 (4,92 m)
- BMW X6 (4,94 m)
- BMW iX (4,95 m)
- BMW X7 (5,15 m)
- BMW XM (5,11 m)
- Ferrari Purosangue (4,97)
- Range Rover Sport (4,95 m)
- Range Rover (5,25 m)
- Land Rover Discovery (4,98 m)
- Lamborghini Urus (5,11 m)
- Lexus RX (4,89 à 5,00 m)
- Mercedes-Benz Classe GLE (4,92 m)
- Mercedes-Benz Classe GLS (5,21 m)

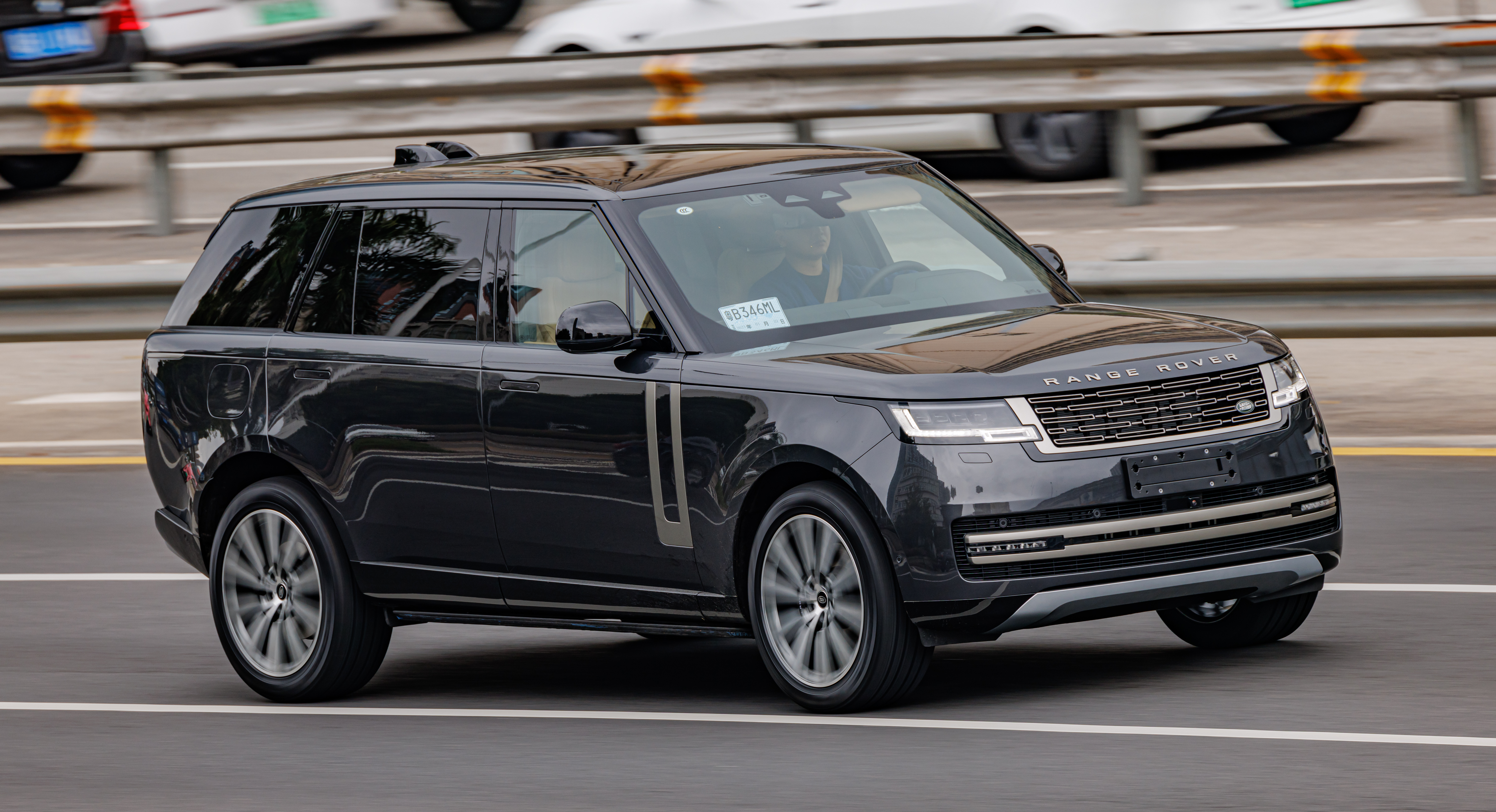
Range Rover

- Mercedes-Maybach Classe GLS (5,21 m)
- Porsche Cayenne III (4,91 m)
- Tesla Model X (5,03 m)[6]
- Toyota Land Cruiser série 200 (4,95 m)

### Très grands SUV (supérieurs à5,30m)
- Rolls-Royce Cullinan (5,34 m)

## Segment «pick-up»

### Taille S («small», ou compacts)
- Fiat Strada
- Fiat Toro
- Renault Duster Oroch

### Taille M («medium», ou moyens)
Suite l'application du malus et de la TVS sur les pickup double cabine en 2019, de nombreux constructeurs ont tout bonnement arrêter de vendre leurs pickups en France. Les constructeurs restants concentrent alors leurs offres sur les pickups à cabine approfondie (strapontins à l'arrière), avec parfois quelques double cabines pour les besoins des professionnels  travaillant en remontées mécaniques, bénéficiant d'une exonération de ces taxes.

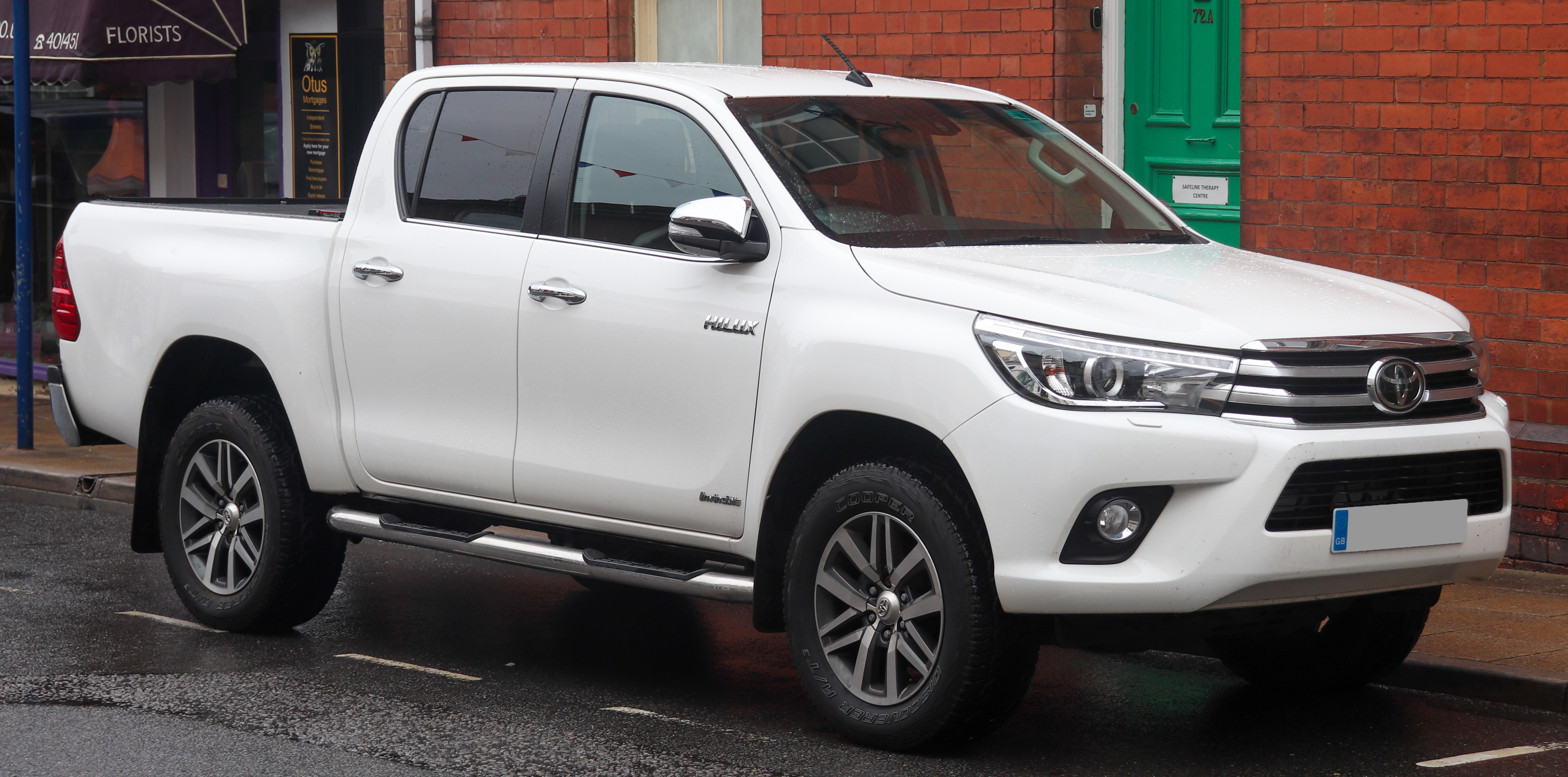
Toyota Hilux

- Ford Ranger III
- Isuzu D-Max
- Toyota Hilux

### Taille L («large», ou grands)
Ces pickups sont vendus presque exclusivement dans leur marché cible, l’Amérique du nord. Toutefois quelques importateurs spécialisés permettent de se procurer ses véhicules en Europe, avec un coût d'achat neuf quasiment doublé par rapport aux pickups mid-sizes européens.

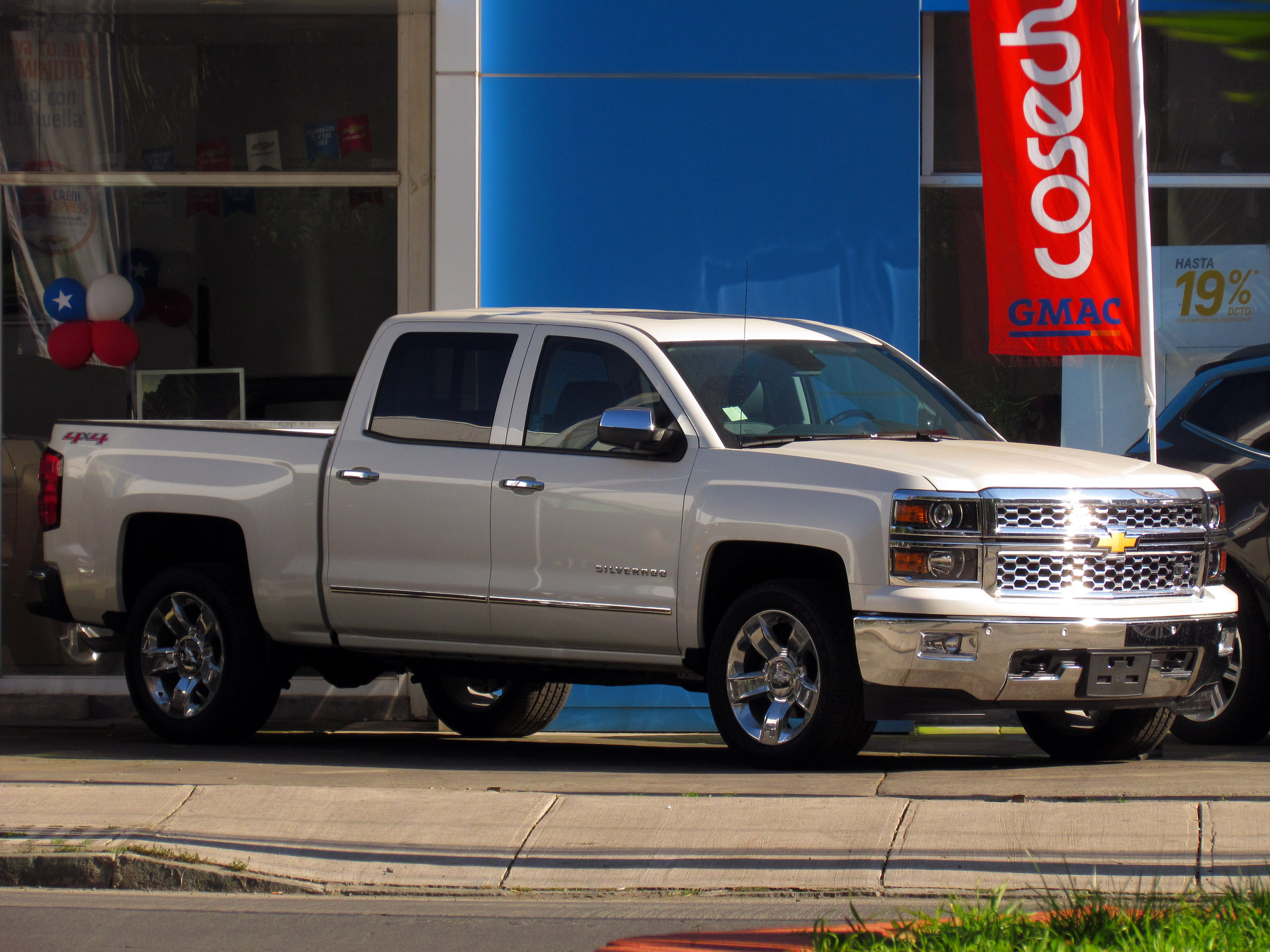
Chevrolet Silverado

- Chevrolet Avalanche
- Chevrolet Silverado
- Dodge Ram
- Ford F-150
- Nissan Titan
- Toyota Tundra

## Segment «Voiture de sport»
- Alpine A110
- Aston Martin Vantage
- Aston Martin DB12
- Aston Martin Vanquish
- Bentley Continental GT
- BMW Série 8 II
- Bugatti Tourbillon
- Chevrolet Corvette C8
- Ferrari 296 GTB
- Ferrari Roma
- Ferrari 12Cilindri
- Ford Mustang VII
- Hennessey Venom F5
- Koenigsegg Gemera
- Lamborghini Temerario
- Lamborghini Revuelto
- Maserati Gran turismo
- Mercedes-AMG GT II
- Mercedes-AMG GT 4 portes
- Mercedes-Benz classe SL
- Pagani Utopia
- Porsche 718 Cayman
- Porsche Panamera III
- Porsche 911
- Subaru BRZ II
- Toyota GR86
- Toyota Supra